# Ewa Weinert-Rączka
Ewa Maria Weinert-Rączka – polska fizyk, profesor nauk technicznych.

## Życiorys
W 1978 r. ukończyła studia fizyczne na Uniwersytecie Warszawskim,  w 1987 r. obroniła pracę doktorską, w 1996 r. otrzymała stopień doktora habilitowanego W 2013 r. uzyskała tytuł profesora nauk technicznych.
Pracuje w Zachodniopomorskim Uniwersytecie Technologicznym w Szczecinie.

## Odznaczenia
- Srebrny Krzyż Zasługi (2005)[4]